# Черныш, Александр Панкратьевич
Александр Панкратьевич (Панкратович) Черныш (укр. Олександр Панкратович Черниш; 25 декабря 1918 — 16 августа 1993) —  украинский советский археолог, доктор исторических наук (1961), профессор (1969). Исследовал ряд палеолитичних стоянок на территории Украины.

## Биография
Родился в Холмах (ныне — Корюковский район Черниговской области).
В 1946 г. окончил исторический факультет Киевского университета.
В 1946—1950 рр. работал в Институт археологии АН УССР (Киев).
В 1951—1993 рр. работал в Институте общественных наук АН УССР (Львов): в 1951 — научный работник, 1957—1961 срн. — старший научный сотрудник, 1962—1986 — заведующий отделом археологии, 1987—1992 — ведущий научный сотрудник. Был одним из известнейших украинских ученых второй половины XX века. в изучении древнейшей истории Восточной Европы. Научную деятельность начал с исследования памятников палеолита в междуречье Южного Буга и Днепра. Открыл и исследовал более сотни стоянок палеолита на берегах среднего течения Днестра, главным образом, в Черновицкой области.

## Научная деятельность
Получил мировое признание своими многочисленными трудами по палеолити мезолитСеверного Прикарпатья, в которых раскрыл на большом фактическом материале процесс заселения человеком Северо-Восточного Прикарпатья, взаимосвязь между жизнью и деятельностью человека и окружающей среды в ледниковую эпоху. Много внимания уделял изучению материальной и духовной культуры палео-мезолитического населения. Выдвинул оригинальную идею о зарождении родового строя в среднем палеолите. Подал обстоятельное описание мезолитической пещере Баламутивки на Среднем Днестре — единой достопримечательности в карпатско-волынском регионе, где сохранились многочисленные оригинальные рисунки. Открыл редкие музыкальные инструменты палеолитической эпохи, заложил основы львовской палеолитической школы.

## Работы
Автор нескольких сотен научных публикаций, в том числе десяти монографий, в частности
- «Владимирская палеолитическая стоянка» (1953),
- «Карта палеолита СССР» (1954),
- «Исследование поселений на Днестре» (1963—1964),
- (рус.)«Поздний палеолит Среднего Поднестровья» (, 1959),
- (рус.)«Ранний и средний палеолит Поднестровья» (, 1965),
- (рус.)«Многослойная палеолитическая стоянка Молодова-5» (, 1987).

## Семья
Жена — Черныш Екатерина Константиновна, выдающийся исследователь неолити трипольской культуры, в частности, Поднестровья.
Дочь от первого брака: Татьяна Александровна Черныш (1947-1997)